# Senotainia barchanica
Senotainia barchanica är en tvåvingeart som beskrevs av Boris Borisovitsch Rohdendorf 1935. Senotainia barchanica ingår i släktet Senotainia och familjen köttflugor.
Artens utbredningsområde är Kazakstan. Inga underarter finns listade i Catalogue of Life.